# Llista de cràters de la Lluna: G-K
Llista de cràters de la Lluna (G-K) amb noms aprovats a la Gazetteer of Planetary Nomenclature mantinguda per la Unió Astronòmica Internacional, on s'inclou el diàmetre del cràter i l'epònim amb el qual es nomena el cràter. Quan una formació de cràters té associats cràters satèl·lit, aquests es detallen a les pàgines principals de la descripció del cràter.
| A · B · C · D · E · F · G · H · I · J · K · L · M · N · O · P · Q · R · S · T · U · V · W · X · Y · Z |

## G
| Cràter         | Coordenades                              | Diàmetre (km) | Epònim                                                                                          | Cràters satèl·lit                             | Ref.  |
| -------------- | ---------------------------------------- | ------------- | ----------------------------------------------------------------------------------------------- | --------------------------------------------- | ----- |
| G. Bond        | 32° 23′ N, 36° 19′ E / 32.39°N,36.32°E   | 19,05         | George Phillips Bond (1826–1865), astrònom estatunidenc                                         | A B C G K                                     | WGPSN |
| Gadomski       | 36° 13′ N, 147° 22′ O / 36.21°N,147.36°O | 65,66         | Jan Gadomski (1889–1966), astrònom polonès                                                      | A X                                           | WGPSN |
| Gagarin        | 19° 40′ S, 149° 21′ E / 19.66°S,149.35°E | 261,83        | Iuri Gagarin (1934–1968), cosmonauta soviètic                                                   | G M T Z                                       | WGPSN |
| Galen          | 21° 57′ N, 4° 58′ E / 21.95°N,4.96°E     | 9,18          | Galé de Pèrgam (c. 129–200), metge grec                                                         | -                                             | WGPSN |
| Galilaei       | 10° 29′ N, 62° 50′ O / 10.48°N,62.83°O   | 15,99         | Galileo Galilei (1564–1642), astrònom italià                                                    | A B D E F G H J K L M S T V W                 | WGPSN |
| Galle          | 55° 52′ N, 22° 20′ E / 55.87°N,22.33°E   | 20,96         | Johann Gottfried Galle (1812–1910), astrònom alemany                                            | A B C                                         | WGPSN |
| Galois         | 13° 56′ S, 152° 59′ O / 13.94°S,152.99°O | 231,97        | Évariste Galois (1811–1832), matemàtic francès                                                  | A B C F H L M Q S U                           | WGPSN |
| Galvani        | 49° 31′ N, 84° 34′ O / 49.51°N,84.56°O   | 76,83         | Luigi Galvani (1737–1798), físic italià                                                         | B D                                           | WGPSN |
| Gambart        | 0° 55′ N, 15° 14′ O / 0.92°N,15.24°O     | 24,68         | Jean Félix Adolphe Gambart (1800–1836), astrònom francès                                        | A B C D E F G H J K L M N R                   | WGPSN |
| Gamow          | 65° 17′ N, 144° 39′ E / 65.29°N,144.65°E | 113,92        | George Gamow (1904–1968), físic estatunidenc                                                    | A B U V Y                                     | WGPSN |
| Ganskiy        | 9° 38′ S, 97° 00′ E / 9.64°S,97°E        | 42,11         | Aleksey P. (Hansky) Ganskiy (1870–1908), astrònom rus                                           | F (H) K (M) S                                 | WGPSN |
| Ganswindt      | 79° 25′ S, 111° 10′ E / 79.42°S,111.17°E | 77,52         | Hermann Ganswindt (1856–1934), enginyer alemany                                                 | -                                             | WGPSN |
| Garavito       | 47° 13′ S, 156° 47′ E / 47.21°S,156.78°E | 81,05         | Julio Garavito Armero (1865–1920), astrònom colombià                                            | C D Q Y                                       | WGPSN |
| Gardner        | 17° 45′ N, 33° 49′ E / 17.75°N,33.81°E   | 17,62         | Irvine Clifton Gardner (1889–1972), físic estatunidenc                                          | -                                             | WGPSN |
| Gärtner        | 59° 14′ N, 34° 46′ E / 59.24°N,34.76°E   | 101,79        | Christian Gärtner (c. 1750–1813), geòleg alemany                                                | A C D E F G M                                 | WGPSN |
| Gassendi       | 17° 33′ S, 39° 58′ O / 17.55°S,39.96°O   | 111,39        | Pierre Gassendi (1592–1655), astrònom francès                                                   | A B E F G J K L M N O P R T W Y               | WGPSN |
| Gaston         | 30° 53′ N, 33° 58′ O / 30.88°N,33.96°O   | 2,02          | Antropònim masculí francès                                                                      | -                                             | WGPSN |
| Gaudibert      | 10° 56′ S, 37° 49′ E / 10.93°S,37.82°E   | 33,14         | Casimir Marie Gaudibert (1823–1901), astrònom francès                                           | A B C D H J                                   | WGPSN |
| Gauricus       | 33° 55′ S, 12° 44′ O / 33.91°S,12.74°O   | 79,64         | Luca Gaurico (1476–1558), astrònom italià                                                       | A B C D E F G H J K L M N P R S               | WGPSN |
| Gauss          | 36° 01′ N, 79° 05′ E / 36.01°N,79.08°E   | 170,72        | Carl Friedrich Gauss (1777–1855), matemàtic alemany                                             | A B C D E F G H J W                           | WGPSN |
| Gavrilov       | 17° 25′ N, 131° 13′ E / 17.41°N,131.22°E | 61,62         | Aleksandr I. Gavrilov (1884–1955), enginyer rus Igor B. Gavrilov (1928–1982), astrònom rus      | A K                                           | WGPSN |
| Gay-Lussac     | 13° 53′ N, 20° 47′ O / 13.88°N,20.79°O   | 25,40         | Joseph-Louis Gay-Lussac (1778–1850), físic francès                                              | A B C D F G H J N                             | WGPSN |
| Geber          | 19° 28′ S, 13° 51′ E / 19.46°S,13.85°E   | 44,68         | Jàbir ibn Àflah (1100–1150), astrònom al-andalusí                                               | A B C D E F H J K                             | WGPSN |
| Geiger         | 14° 23′ S, 158° 25′ E / 14.39°S,158.41°E | 36,63         | Johannes Hans Wilhelm Geiger (1882–1945), físic alemany                                         | K L R Y                                       | WGPSN |
| Geissler       | 2° 36′ S, 76° 31′ E / 2.6°S,76.51°E      | 17,39         | Heinrich Geissler (1814–1879), físic alemany                                                    | -                                             | WGPSN |
| Geminus        | 34° 25′ N, 56° 40′ E / 34.42°N,56.66°E   | 81,98         | Gemin de Rodes (mort c. 70 aC), astrònom grec                                                   | A B C D E F G H M N W Z                       | WGPSN |
| Gemma Frisius  | 34° 20′ S, 13° 22′ E / 34.33°S,13.37°E   | 88,54         | Gemma Frisius (1508–1555), matemàtic neerlandès                                                 | A B C D E F G H J K L M O P Q R S T U W X Y Z | WGPSN |
| Gena           | 38° 18′ N, 35° 00′ O / 38.3°N,35°O       | 0,20          | Antropònim masculí rus                                                                          | -                                             | WGPSN |
| Gerard         | 44° 32′ N, 80° 31′ O / 44.54°N,80.51°O   | 98,78         | Alexander Gerard (1792–1839), explorador escocès                                                | A B C D E F G H J K L Q-intern Q-extern       | WGPSN |
| Gerasimovich   | 22° 57′ S, 123° 25′ O / 22.95°S,123.42°O | 90,19         | Boris P. Gerasimovitx (1889–1937), astrònom rus                                                 | D R                                           | WGPSN |
| Gernsback      | 36° 32′ S, 99° 32′ E / 36.53°S,99.53°E   | 47,20         | Hugo Gernsback (1884–1967), escriptor estatunidenc                                              | H J                                           | WGPSN |
| Gibbs          | 18° 22′ S, 84° 16′ E / 18.37°S,84.27°E   | 78,76         | Josiah Willard Gibbs (1839–1903), físic estatunidenc                                            | D                                             | WGPSN |
| Gilbert        | 3° 12′ S, 76° 10′ E / 3.2°S,76.16°E      | 100,25        | Grove Karl Gilbert (1843–1918), geòleg estatunidenc William Gilbert (1544–1603), físic britànic | (D) (M) (N) J K P S (U) V W                   | WGPSN |
| Gill           | 63° 46′ S, 75° 57′ E / 63.77°S,75.95°E   | 63,90         | David Gill (1843–1914), astrònom britànic                                                       | A B C D E F G H                               | WGPSN |
| Ginzel         | 14° 15′ N, 97° 24′ E / 14.25°N,97.4°E    | 53,23         | Friedrich Karl Ginzel (1850–1926), astrònom austríac                                            | G H L                                         | WGPSN |
| Gioja          | 83° 21′ N, 1° 46′ E / 83.35°N,1.76°E     | 42,47         | Flavio Gioia (fl. 1302), inventor italià                                                        | -                                             | WGPSN |
| Giordano Bruno | 35° 58′ N, 102° 53′ E / 35.97°N,102.89°E | 22,13         | Giordano Bruno (1548–1600), astrònom italià                                                     | -                                             | WGPSN |
| Glaisher       | 13° 11′ N, 49° 20′ E / 13.19°N,49.34°E   | 15,92         | James Glaisher (1809–1903), meteoròleg britànic                                                 | A B E F G H L M N V W                         | WGPSN |
| Glauber        | 11° 19′ N, 142° 40′ E / 11.32°N,142.67°E | 15,24         | Johann Rudolf Glauber (c. 1603–1670), químic alemany                                            | -                                             | WGPSN |
| Glazenap       | 1° 51′ S, 137° 46′ E / 1.85°S,137.76°E   | 38,96         | Sergei Glazenap (1848–1937),astrònom rus                                                        | E F P S V                                     | WGPSN |
| Glushko        | 8° 07′ N, 77° 40′ O / 8.11°N,77.67°O     | 40,10         | Valentín P. Gluixkó (1908–1989), científic soviètic                                             | -                                             | WGPSN |
| Goclenius      | 10° 03′ S, 45° 02′ E / 10.05°S,45.03°E   | 73,04         | Rudolf Goclenius, el jove (1572–1621), matemàtic alemany                                        | (A) B U                                       | WGPSN |
| Goddard        | 15° 09′ N, 89° 08′ E / 15.15°N,89.13°E   | 93,18         | Robert H. Goddard (1882–1945), científic estatunidenc                                           | A B C                                         | WGPSN |
| Godin          | 1° 49′ N, 10° 10′ E / 1.82°N,10.16°E     | 34,25         | Louis Godin (1704–1760), matemàtic francès                                                      | A B C D E G                                   | WGPSN |
| Goldschmidt    | 73° 02′ N, 3° 22′ O / 73.04°N,3.37°O     | 115,26        | Hermann Goldschmidt (1802–1866), astrònom francès d'origen alemany                              | A B C D                                       | WGPSN |
| Golgi          | 27° 47′ N, 59° 58′ O / 27.78°N,59.96°O   | 5,58          | Camillo Golgi (1843–1926), metge italià                                                         | -                                             | WGPSN |
| Golitsyn       | 25° 12′ S, 105° 12′ O / 25.2°S,105.2°O   | 35,47         | Boris B. Golitsyn (1862–1916), físic rus                                                        | (B) J                                         | WGPSN |
| Golovin        | 39° 45′ N, 161° 14′ E / 39.75°N,161.24°E | 37,86         | Nicholas Erasmus Golovin (1912–1969), científic estatunidenc                                    | C                                             | WGPSN |
| Goodacre       | 32° 40′ S, 14° 05′ E / 32.67°S,14.08°E   | 44,09         | Walter Goodacre (1856–1938), selenògraf britànic                                                | B C D E F G H K P                             | WGPSN |
| Gore           | 86° 11′ N, 62° 19′ O / 86.18°N,62.31°O   | 9,41          | John Ellard Gore (1845–1910), astrònom irlandès                                                 | -                                             | WGPSN |
| Gould          | 19° 16′ S, 17° 15′ O / 19.26°S,17.25°O   | 32,99         | Benjamin Apthorp Gould (1824–1896), astrònom estatunidenc                                       | A P M N P U X Y Z                             | WGPSN |
| Grace          | 14° 13′ N, 35° 53′ E / 14.21°N,35.89°E   | 1,49          | Antropònim femení anglès                                                                        | -                                             | WGPSN |
| Grachev        | 3° 50′ S, 108° 25′ O / 3.83°S,108.42°O   | 34,98         | Andrej D. Grachev (1900–1964), científic rus                                                    | -                                             | WGPSN |
| Graff          | 42° 18′ S, 88° 43′ O / 42.3°S,88.71°O    | 36,16         | Kasimir Romuald Graff (1878–1950), astrònom germano-polonès                                     | A U                                           | WGPSN |
| Grave          | 17° 02′ S, 150° 14′ E / 17.04°S,150.23°E | 36,95         | Dmitry A. Grave (1863–1939), matemàtic rus Ivan P. Grave (1874–1960), enginyer rus              | -                                             | WGPSN |
| Greaves        | 13° 11′ N, 52° 47′ E / 13.18°N,52.79°E   | 14,27         | William Michael Herbert Greaves (1897–1955), astrònom britànic                                  | -                                             | WGPSN |
| Green          | 3° 41′ N, 133° 07′ E / 3.69°N,133.12°E   | 68,28         | George Green (1793–1841), matemàtic britànic                                                    | M P Q R                                       | WGPSN |
| Gregory        | 1° 46′ N, 127° 17′ E / 1.76°N,127.28°E   | 63,90         | James Gregory (1638–1675), astrònom escocès                                                     | K Q                                           | WGPSN |
| Grigg          | 12° 30′ N, 130° 08′ O / 12.5°N,130.13°O  | 36,72         | John Grigg (1838–1920), astrònom neozelandès                                                    | E P                                           | WGPSN |
| Grignard       | 84° 32′ N, 75° 50′ O / 84.54°N,75.83°O   | 12,95         | Victor Grignard (1871–1935), químic francès                                                     | -                                             | WGPSN |
| Grimaldi       | 5° 23′ S, 68° 22′ O / 5.38°S,68.36°O     | 173,49        | Francesco Maria Grimaldi (1618–1663), astrònom italià                                           | A B C D E F G H J L M N P Q R S T X           | WGPSN |
| Grissom        | 46° 55′ S, 147° 59′ O / 46.92°S,147.98°O | 59,82         | Virgil "Gus" I. Grissom (1926–1967), astronauta estatunidenc                                    | K M                                           | WGPSN |
| Grotrian       | 66° 09′ S, 128° 17′ E / 66.15°S,128.28°E | 36,78         | Walter Grotrian (1890–1954), astrònom alemany                                                   | X                                             | WGPSN |
| Grove          | 40° 18′ N, 32° 59′ E / 40.3°N,32.98°E    | 28,55         | William Robert Grove (1811–1896), físic britànic                                                | Y                                             | WGPSN |
| Gruemberger    | 67° 02′ S, 10° 18′ O / 67.04°S,10.3°O    | 91,50         | Christoph Grienberger (1561–1636), astrònom austríac                                            | A B C D E F                                   | WGPSN |
| Gruithuisen    | 32° 53′ N, 39° 47′ O / 32.89°N,39.78°O   | 14,98         | Franz von Gruithuisen (1774–1852), astrònom alemany                                             | B E F G H K M P R S                           | WGPSN |
| Guericke       | 11° 34′ S, 14° 11′ O / 11.57°S,14.19°O   | 60,75         | Otto von Guericke (1602–1686), naturalista alemany                                              | A B (C) D E F G H J K M N P S                 | WGPSN |
| Guest          | 19° 47′ S, 117° 23′ E / 19.79°S,117.39°E | 19,79         | John E. Guest (1938–2012), vulcanòleg britànic                                                  | -                                             | WGPSN |
| Guillaume      | 45° 10′ N, 173° 23′ O / 45.16°N,173.38°O | 56,75         | Charles Édouard Guillaume (1861–1938), físic suís                                               | B D F J                                       | WGPSN |
| Gullstrand     | 44° 57′ N, 129° 40′ O / 44.95°N,129.67°O | 45,05         | Allvar Gullstrand (1862–1930), metge suís                                                       | C                                             | WGPSN |
| Gum            | 40° 20′ S, 88° 55′ E / 40.34°S,88.91°E   | 54,55         | Colin Stanley Gum (1924–1960), astrònom australià                                               | S                                             | WGPSN |
| Gutenberg      | 8° 37′ S, 41° 15′ E / 8.61°S,41.25°E     | 70,65         | Johann Gutenberg (c. 1398–1468), inventor alemany                                               | A B C D E F G H K                             | WGPSN |
| Guthnick       | 47° 46′ S, 94° 02′ O / 47.76°S,94.04°O   | 37,03         | Paul Guthnick (1879–1947), astrònom alemany                                                     | -                                             | WGPSN |
| Guyot          | 11° 38′ N, 117° 07′ E / 11.63°N,117.12°E | 98,28         | Arnold Henry Guyot (1807–1884), geògraf estatunidenc d'origen suís                              | J K W                                         | WGPSN |
| Gyldén         | 5° 22′ S, 0° 14′ E / 5.37°S,0.23°E       | 48,15         | Hugo Gyldén (1841–1896), astrònom suec                                                          | C K                                           | WGPSN |

## H
| Cràter       | Coordenades                              | Diàmetre (km) | Epònim | Cràters satèl·lit                                | Ref.  |
| ------------ | ---------------------------------------- | ------------- | --- | ------------------------------------------------ | ----- |
| H. G. Wells  | 40° 50′ N, 122° 38′ E / 40.84°N,122.63°E | 108,90        | H. G. Wells (1866–1946), escriptor britànic                                                                 | X                                                | WGPSN |
| Haber        | 83° 24′ N, 94° 38′ O / 83.4°N,94.63°O    | 56,79         | Fritz Haber (1868–1934), químic germano-suís                                                                | -                                                | WGPSN |
| Hagecius     | 59° 55′ S, 46° 38′ E / 59.92°S,46.63°E   | 79,55         | Tadeáš Hájek (1525–1600), astrònom txec                                                                     | A B C D E F G H J K L M N P Q R S T V            | WGPSN |
| Hagen        | 48° 19′ S, 135° 57′ E / 48.32°S,135.95°E | 57,52         | Johann Georg Hagen (1847–1930), astrònom austríac                                                           | C J P Q S V                                      | WGPSN |
| Hahn         | 31° 13′ N, 73° 33′ E / 31.22°N,73.55°E   | 87,49         | Friedrich von Hahn (1741–1805), astrònom alemany Otto Hahn (1879–1968), químic alemany                      | A B D E F                                        | WGPSN |
| Haidinger    | 39° 11′ S, 25° 08′ O / 39.18°S,25.14°O   | 21,33         | Wilhelm Karl von Haidinger (1795–1871), geòleg austríac                                                     | A B C F G J M N P                                | WGPSN |
| Hainzel      | 41° 14′ S, 33° 31′ O / 41.23°S,33.52°O   | 70,56         | Paul Hainzel (fl. 1570), astrònom alemany                                                                   | A B C G H J K L N O R S T V W X Y Z              | WGPSN |
| Haldane      | 1° 40′ S, 84° 07′ E / 1.66°S,84.11°E     | 40,26         | John Burdon Sanderson Haldane (1892–1964), metge britànic                                                   | -                                                | WGPSN |
| Hale         | 74° 08′ S, 91° 43′ E / 74.13°S,91.71°E   | 84,42         | George Ellery Hale (1868–1938), astrònom estatunidenc William Hale (1797–1870), científic britànic          | Q                                                | WGPSN |
| Hall         | 33° 49′ N, 36° 45′ E / 33.81°N,36.75°E   | 31,77         | Asaph Hall (1829–1907), astrònom estatunidenc                                                               | C J K X Y                                        | WGPSN |
| Halley       | 8° 03′ S, 5° 44′ E / 8.05°S,5.73°E       | 34,59         | Edmond Halley (1656–1742), astrònom britànic                                                                | B C G K                                          | WGPSN |
| Hamilton     | 42° 46′ S, 84° 25′ E / 42.77°S,84.41°E   | 57,45         | William Rowan Hamilton (1805–1865), matemàtic irlandès                                                      | B                                                | WGPSN |
| Hanno        | 56° 28′ S, 71° 23′ E / 56.46°S,71.38°E   | 59,54         | Hannó el Navegant (c. 500 aC), navegant cartaginès                                                          | A B C D E F G H K W X Y Z                        | WGPSN |
| Hansen       | 14° 02′ N, 72° 32′ E / 14.04°N,72.54°E   | 41,18         | Peter Andreas Hansen (1795–1874), astrònom danès                                                            | A B                                              | WGPSN |
| Hansteen     | 11° 32′ S, 52° 04′ O / 11.53°S,52.06°O   | 44,99         | Christopher Hansteen (1784–1873), astrònom noruec                                                           | A B E K L                                        | WGPSN |
| Harden       | 5° 28′ N, 143° 33′ E / 5.46°N,143.55°E   | 14,98         | Arthur Harden (1865–1940), químic britànic                                                                  | -                                                | WGPSN |
| Harding      | 43° 32′ N, 71° 40′ O / 43.54°N,71.66°O   | 22,57         | Karl Ludwig Harding (1765–1834), astrònom alemany                                                           | A B C D H                                        | WGPSN |
| Haret        | 58° 46′ S, 176° 11′ O / 58.77°S,176.19°O | 29,77         | Spiru Haret (1851–1912), astrònom romanès                                                                   | C Y                                              | WGPSN |
| Hargreaves   | 2° 11′ S, 64° 05′ E / 2.18°S,64.09°E     | 18,00         | Frederick James Hargreaves (1891–1970), astrònom britànic                                                   | -                                                | WGPSN |
| Harkhebi     | 40° 52′ N, 98° 44′ E / 40.87°N,98.74°E   | 337,14        | Harkhebi (c. 300 aC), astrònom egipci                                                                       | H J K T U W                                      | WGPSN |
| Harlan       | 38° 19′ S, 79° 39′ E / 38.31°S,79.65°E   | 63,45         | Harlan James Smith (1924–1991), astrònom estatunidenc                                                       | -                                                | WGPSN |
| Harold       | 10° 53′ S, 6° 04′ O / 10.88°S,6.07°O     | 1,43          | Antropònim masculí escandinau                                                                               | -                                                | WGPSN |
| Harpalus     | 52° 44′ N, 43° 29′ O / 52.73°N,43.49°O   | 39,77         | Hàrpal (mort c. 460 aC), astrònom grec                                                                      | B C E G H S T                                    | WGPSN |
| Harriot      | 33° 12′ N, 114° 24′ E / 33.2°N,114.4°E   | 52,77         | Thomas Harriot (1560–1621), astrònom britànic                                                               | A B W Y                                          | WGPSN |
| Hartmann     | 2° 43′ N, 135° 27′ E / 2.71°N,135.45°E   | 63,29         | Johannes Franz Hartmann (1865–1936), astrònom alemany                                                       | K                                                | WGPSN |
| Hartwig      | 6° 08′ S, 80° 28′ O / 6.14°S,80.47°O     | 78,46         | Carl Ernst Albrecht Hartwig (1851–1923), astrònom alemany                                                   | A B                                              | WGPSN |
| Harvey       | 19° 21′ N, 146° 31′ O / 19.35°N,146.51°O | 59,98         | William Harvey (1578–1657), metge britànic                                                                  | -                                                | WGPSN |
| Hase         | 29° 22′ S, 62° 41′ E / 29.37°S,62.68°E   | 82,08         | Johann Matthias Hase (1684–1742), matemàtic alemany                                                         | A B D                                            | WGPSN |
| Haskin       | 81° 31′ N, 133° 10′ E / 81.51°N,133.16°E | 66,57         | Larry Haskin (1934–2005), químic estatunidenc                                                               | -                                                | WGPSN |
| Hatanaka     | 29° 20′ N, 121° 55′ O / 29.33°N,121.92°O | 30,15         | Takeo Hatanaka (1914–1963), astrònom japonès                                                                | Q                                                | WGPSN |
| Hausen       | 65° 07′ S, 88° 29′ O / 65.11°S,88.49°O   | 163,24        | Christian August Hausen (1693–1743), astrònom alemany                                                       | (A) (B)                                          | WGPSN |
| Hawke        | 66° 37′ S, 128° 39′ E / 66.61°S,128.65°E | 13,20         | Bernard Ray Hawke (1946-2015), selenòleg estatunidenc                                                       | -                                                | WGPSN |
| Haworth      | 87° 27′ S, 5° 10′ O / 87.45°S,5.17°O     | 51,42         | Walter Norman Haworth (1883–1950), químic anglès                                                            | -                                                | WGPSN |
| Hayford      | 12° 41′ N, 176° 27′ O / 12.68°N,176.45°O | 28,15         | John Fillmore Hayford (1868–1925), enginyer estatunidenc                                                    | E K L P T                                        | WGPSN |
| Hayn         | 64° 34′ N, 83° 52′ E / 64.56°N,83.87°E   | 86,21         | Friedrich Hayn (1863–1928), astrònom alemany                                                                | A B C D E F G H J L M S T                        | WGPSN |
| Healy        | 32° 30′ N, 111° 00′ O / 32.5°N,111°O     | 37,98         | Roy Healy (1915–1968), científic estatunidenc                                                               | J N                                              | WGPSN |
| Heaviside    | 10° 26′ S, 166° 46′ E / 10.44°S,166.77°E | 164,46        | Oliver Heaviside (1850–1925), matemàtic britànic                                                            | B C D E F K N Z                                  | WGPSN |
| Hecataeus    | 22° 04′ S, 79° 41′ E / 22.06°S,79.68°E   | 133,67        | Hecateu (mort c. 476 aC), geògraf grec                                                                      | A B C E J K L M N                                | WGPSN |
| Hédervári    | 81° 46′ S, 85° 36′ E / 81.77°S,85.6°E    | 74,14         | Peter Hédervári (1931–1984), geofísic hongarès                                                              | -                                                | WGPSN |
| Hedin        | 2° 52′ N, 76° 34′ O / 2.87°N,76.57°O     | 157,38        | Sven Hedin (1865–1952), explorador suec                                                                     | A B C F G H K L N R S T V Z                      | WGPSN |
| Heinrich     | 24° 50′ N, 15° 22′ O / 24.84°N,15.37°O   | 6,86          | Wladimir Wáclav Heinrich (1884–1965), astrònom txec                                                         | -                                                | WGPSN |
| Heinsius     | 39° 29′ S, 17° 49′ O / 39.48°S,17.82°O   | 64,.87        | Gottfried Heinsius (1709–1769), astrònom alemany                                                            | A B C D E F G H J K L M N O P Q R S T            | WGPSN |
| Heis         | 32° 28′ N, 31° 59′ O / 32.47°N,31.98°O   | 13,69         | Eduard Heis (1806–1877), astrònom alemany                                                                   | A D                                              | WGPSN |
| Helberg      | 22° 38′ N, 102° 28′ O / 22.63°N,102.46°O | 61,93         | Robert J. Helberg (1906–1967), enginyer estatunidenc                                                        | C H                                              | WGPSN |
| Helicon      | 40° 26′ N, 23° 07′ O / 40.43°N,23.11°O   | 23,74         | Helicó (mort c. 400 aC), astrònom grec                                                                      | B C E G                                          | WGPSN |
| Hell         | 32° 25′ S, 7° 48′ O / 32.41°S,7.8°O      | 33,31         | Maximilian Hell (1720–1792), astrònom hongarès                                                              | A B C E H J K L M N P Q R S T U V W X            | WGPSN |
| Helmert      | 7° 34′ S, 87° 40′ E / 7.56°S,87.67°E     | 26,72         | Friedrich Robert Helmert (1843–1917), astrònom alemany                                                      | -                                                | WGPSN |
| Helmholtz    | 68° 38′ S, 65° 20′ E / 68.64°S,65.34°E   | 110,16        | Hermann von Helmholtz (1821–1894), metge alemany                                                            | A B D F H J M N R S T                            | WGPSN |
| Henderson    | 4° 46′ N, 152° 00′ E / 4.76°N,152°E      | 43,49         | Thomas Henderson (1798–1844), astrònom escocès                                                              | B F G Q                                          | WGPSN |
| Hendrix      | 46° 52′ S, 159° 58′ O / 46.86°S,159.97°O | 16,63         | Don Osgood Hendrix (1905–1961), òptic estatunidenc                                                          | M                                                | WGPSN |
| Henry        | 23° 58′ S, 57° 01′ O / 23.97°S,57.01°O   | 39,06         | Joseph Henry (1792–1878), físic estatunidenc                                                                | A B D J K L M N P                                | WGPSN |
| Henry Frères | 23° 31′ S, 59° 01′ O / 23.52°S,59.02°O   | 41,73         | Paul-Pierre Henry (1848–1905), astrònom francès Prosper Henry (1849–1903), astrònom francès                 | C E G H R S                                      | WGPSN |
| Henyey       | 12° 42′ N, 152° 20′ O / 12.7°N,152.33°O  | 68,74         | Louis G. Henyey (1910–1970), astrònom estatunidenc                                                          | U V                                              | WGPSN |
| Heraclitus   | 49° 19′ S, 6° 25′ E / 49.31°S,6.42°E     | 85,74         | Heràclit d'Efes (c. 540–480 aC), filòsof grec                                                               | A C D E K                                        | WGPSN |
| Hercules     | 46° 49′ N, 39° 13′ E / 46.82°N,39.21°E   | 68,32         | Hèrcules, personatge de la mitologia romana                                                                 | (A) B C D E F G H J K                            | WGPSN |
| Herigonius   | 13° 22′ S, 33° 58′ O / 13.36°S,33.97°O   | 14,86         | Pierre Hérigone (fl. 1644), astrònom francès                                                                | E F G H K                                        | WGPSN |
| Hermann      | 0° 52′ S, 57° 28′ O / 0.87°S,57.47°O     | 15,92         | Jacob Hermann (1678–1733), matemàtic suís                                                                   | A B C D E F H J K L R S                          | WGPSN |
| Hermite      | 86° 10′ N, 93° 19′ O / 86.17°N,93.32°O   | 108,64        | Charles Hermite (1822–1901), matemàtic francès                                                              | A                                                | WGPSN |
| Herodotus    | 23° 15′ N, 49° 50′ O / 23.25°N,49.84°O   | 35,87         | Heròdot (c. 484–408 aC), historiador grec                                                                   | A B C (D) E G H K L N R S T                      | WGPSN |
| Heron        | 0° 39′ N, 119° 53′ E / 0.65°N,119.88°E   | 28,10         | Heró d'Alexandria (mort c. 100 aC), inventor egipci                                                         | H Y                                              | WGPSN |
| Herschel     | 5° 41′ S, 2° 05′ O / 5.69°S,2.09°O       | 39,09         | William Herschel (1738–1822), astrònom britànic                                                             | C D F G H J N X                                  | WGPSN |
| Hertz        | 13° 19′ N, 104° 34′ E / 13.32°N,104.56°E | 82,94         | Heinrich Rudolf Hertz (1857–1894), físic alemany                                                            | -                                                | WGPSN |
| Hertzsprung  | 1° 22′ N, 128° 40′ O / 1.37°N,128.66°O   | 536,37        | Ejnar Hertzsprung (1873–1967), astrònom danès                                                               | D H K L M P R S V X Y                            | WGPSN |
| Hesiod       | 29° 25′ S, 16° 25′ O / 29.42°S,16.42°O   | 43,24         | Hesíode (c. 735 aC), poeta grec                                                                             | A B D E X Y Z                                    | WGPSN |
| Hess         | 54° 28′ S, 174° 11′ E / 54.47°S,174.19°E | 90,44         | Victor Franz Hess (1883–1964), físic estatunidenc Harry Hammond Hess (1906–1969), geòleg estatunidenc       | M W Z                                            | WGPSN |
| Hevelius     | 2° 12′ N, 67° 28′ O / 2.2°N,67.46°O      | 113,87        | Johannes Hevelius (1611–1687), astrònom polonès                                                             | A B D E J K L                                    | WGPSN |
| Hevesy       | 83° 05′ N, 149° 09′ E / 83.09°N,149.15°E | 49,99         | George de Hevesy (1885–1966), químic hongarès                                                               | -                                                | WGPSN |
| Heymans      | 74° 46′ N, 144° 56′ O / 74.76°N,144.94°O | 46,45         | Corneille Jean François Heymans (1892–1968), fisiòleg belga                                                 | D F T                                            | WGPSN |
| Heyrovsky    | 39° 33′ S, 95° 25′ O / 39.55°S,95.42°O   | 16,66         | Jaroslav Heyrovský (1890–1967), químic txec                                                                 | -                                                | WGPSN |
| Hilbert      | 17° 52′ S, 108° 19′ E / 17.87°S,108.32°E | 173,24        | David Hilbert (1862–1943), matemàtic alemany                                                                | A E G H L S W Y                                  | WGPSN |
| Hildegard    | 51° 41′ S, 127° 44′ E / 51.68°S,127.74°E | 122,00        | Hildegard von Bingen (1098–1179), naturalista alemanya                                                      | K                                                | WGPSN |
| Hill         | 20° 55′ N, 40° 49′ E / 20.91°N,40.81°E   | 15,86         | George William Hill (1838–1914), astrònom estatunidenc                                                      | -                                                | WGPSN |
| Hind         | 7° 55′ S, 7° 19′ E / 7.92°S,7.31°E       | 28,50         | John Russell Hind (1823–1895), astrònom britànic                                                            | C                                                | WGPSN |
| Hinshelwood  | 89° 25′ N, 51° 53′ O / 89.41°N,51.89°O   | 13,35         | Cyril Norman Hinshelwood (1897–1967), químic britànic                                                       | -                                                | WGPSN |
| Hippalus     | 24° 55′ S, 30° 25′ O / 24.92°S,30.42°O   | 57,36         | Hippalus (mort c. 120), explorador grec                                                                     | A B C D                                          | WGPSN |
| Hipparchus   | 5° 22′ S, 4° 55′ E / 5.36°S,4.91°E       | 143,95        | Hiparc de Nicea (fl. 140 aC), astrònom grec                                                                 | B C D E F G H J K L N P Q T U W X Z              | WGPSN |
| Hippocrates  | 70° 16′ N, 146° 32′ O / 70.26°N,146.54°O | 59,24         | Hipòcrates (c. 460–377 aC), metge grec                                                                      | Q                                                | WGPSN |
| Hirayama     | 6° 01′ S, 93° 38′ E / 6.01°S,93.63°E     | 145,21        | Kiyotsugu Hirayama (1874–1943), astrònom japonès Shin Hirayama (1867–1945), astrònom japonès                | C F G K L M N Q S T Y                            | WGPSN |
| Hoffmeister  | 15° 02′ N, 136° 50′ E / 15.04°N,136.84°E | 44,46         | Cuno Hoffmeister (1892–1968), astrònom alemany                                                              | D F N Z                                          | WGPSN |
| Hogg         | 33° 31′ N, 121° 58′ E / 33.51°N,121.96°E | 38,39         | Arthur Robert Hogg (1903–1966), astrònom australià Frank Scott Hogg (1904–1951), astrònom canadenc          | E K P T                                          | WGPSN |
| Hohmann      | 17° 55′ S, 94° 16′ O / 17.92°S,94.26°O   | 16,81         | Walter Hohmann (1880–1945), enginyer alemany                                                                | Q (T)                                            | WGPSN |
| Holden       | 19° 11′ S, 62° 32′ E / 19.19°S,62.53°E   | 47,6          | Edward Singleton Holden (1846–1914), astrònom estatunidenc                                                  | R S T V W                                        | WGPSN |
| Holetschek   | 27° 37′ S, 151° 09′ E / 27.61°S,151.15°E | 37,77         | Johann Holetschek (1846–1923), astrònom austríac                                                            | N P R Z                                          | WGPSN |
| 8 Homeward   | 12° 01′ S, 97° 05′ E / 12.02°S,97.09°E   | 12,52         | Dedicat a la missió de l'Apollo 8 amb motiu del 50è aniversari de la missió Anteriorment anomenat Ganskiy M | -                                                | WGPSN |
| Hommel       | 54° 44′ S, 32° 56′ E / 54.74°S,32.93°E   | 113,60        | Johann Hommel (1518–1562), astrònom alemany                                                                 | A B C D E F G H J K L M N O P Q R S T V X Y Z HA | WGPSN |
| Hooke        | 41° 08′ N, 54° 52′ E / 41.14°N,54.86°E   | 34,35         | Robert Hooke (1635–1703), físic britànic                                                                    | D                                                | WGPSN |
| Hopmann      | 51° 01′ S, 159° 14′ E / 51.01°S,159.23°E | 87,84         | Josef Hopmann (1890–1975), astrònom alemany                                                                 | -                                                | WGPSN |
| Hornsby      | 23° 48′ N, 12° 31′ E / 23.8°N,12.51°E    | 2,85          | Thomas Hornsby (1733–1810), astrònom britànic                                                               | -                                                | WGPSN |
| Horrebow     | 58° 48′ N, 40° 56′ O / 58.8°N,40.93°O    | 24,98         | Peder Horrebow (1679–1764), astrònom danès                                                                  | A B C D G                                        | WGPSN |
| Horrocks     | 3° 59′ S, 5° 51′ E / 3.99°S,5.85°E       | 29,65         | Jeremiah Horrocks (1619–1641), astrònom britànic                                                            | M U                                              | WGPSN |
| Hortensius   | 6° 28′ N, 28° 00′ O / 6.47°N,28°O        | 14,.16        | Martin van den Hove (1605–1639), astrònom neerlandès                                                        | A B C D E F G H                                  | WGPSN |
| Houssay      | 83° 07′ N, 98° 31′ E / 83.11°N,98.52°E   | 31,41         | Bernardo Houssay (1887–1971), físic argentí                                                                 | -                                                | WGPSN |
| Houtermans   | 9° 25′ S, 87° 23′ E / 9.42°S,87.38°E     | 42,68         | Friedrich Georg Houtermans (1903–1966), físic alemany                                                       | -                                                | WGPSN |
| Houzeau      | 17° 15′ S, 123° 53′ O / 17.25°S,123.89°O | 76,84         | Jean Charles Houzeau (de Lehaie) (1820–1888), astrònom belga                                                | P Q                                              | WGPSN |
| Hubble       | 22° 17′ N, 86° 55′ E / 22.29°N,86.91°E   | 81,84         | Edwin Powell Hubble (1889–1953), astrònom estatunidenc                                                      | C                                                | WGPSN |
| Huggins      | 41° 04′ S, 1° 31′ O / 41.07°S,1.52°O     | 65,79         | William Huggins (1824–1910), astrònom britànic                                                              | A                                                | WGPSN |
| Humason      | 30° 44′ N, 56° 40′ O / 30.73°N,56.66°O   | 4,34          | Milton L. Humason (1891–1972), astrònom estatunidenc                                                        | -                                                | WGPSN |
| Humboldt     | 27° 01′ S, 80° 58′ E / 27.02°S,80.96°E   | 199,46        | Wilhelm von Humboldt (1767–1835), filòsof alemany                                                           | B N                                              | WGPSN |
| Hume         | 4° 41′ S, 90° 28′ E / 4.68°S,90.47°E     | 22,30         | David Hume (1711–1776), filòsof escocès                                                                     | A Z                                              | WGPSN |
| Husband      | 40° 19′ S, 147° 50′ O / 40.32°S,147.84°O | 31.26         | Rick Husband (1957–2003), astronauta estatunidenc                                                           | -                                                | WGPSN |
| Hutton       | 37° 13′ N, 168° 41′ E / 37.22°N,168.68°E | 45,17         | James Hutton (1726–1797), geòleg escocès                                                                    | P W                                              | WGPSN |
| Huxley       | 20° 12′ N, 4° 32′ O / 20.2°N,4.54°O      | 3,48          | Thomas Henry Huxley (1825–1895), biòleg britànic                                                            | -                                                | WGPSN |
| Hyginus      | 7° 46′ N, 6° 16′ E / 7.76°N,6.27°E       | 8,70          | Gai Juli Higí (64 aC.–17), astrònom romà                                                                    | A B C D E F G H N S W Z                          | WGPSN |
| Hypatia      | 4° 15′ S, 22° 35′ E / 4.25°S,22.58°E     | 38,82         | Hipàcia (350/370–415), filòsofa i matemàtica grega                                                          | A B C D E F G H M R                              | WGPSN |

## I
| Cràter      | Coordenades                              | Diàmetre (km) | Epònim                                                                | Cràters satèl·lit         | Ref.  |
| ----------- | ---------------------------------------- | ------------- | --------------------------------------------------------------------- | ------------------------- | ----- |
| Ian         | 25° 43′ N, 0° 23′ O / 25.72°N,0.39°O     | 1,51          | Antropònim masculí escocès                                            | -                         | WGPSN |
| Ibn Bajja   | 86° 18′ S, 75° 02′ O / 86.3°S,75.04°O    | 11,98         | Ibn Bajjah (1095–1138), astrònom àrab                                 | -                         | WGPSN |
| Ibn Battuta | 6° 57′ S, 50° 26′ E / 6.95°S,50.44°E     | 11,51         | Abu Abdullah Muhammad Ibn Battuta (1304–1377), geògraf marroquí       | -                         | WGPSN |
| Ibn Firnas  | 6° 50′ N, 122° 18′ E / 6.83°N,122.3°E    | 88,29         | Abbas Ibn Firnas (c. 887), filòsof àrab                               | E L (Y)                   | WGPSN |
| Ibn Yunus   | 14° 08′ N, 91° 08′ E / 14.14°N,91.14°E   | 59,69         | Ibn Yunus (950–1009), astrònom egipci                                 | -                         | WGPSN |
| Ibn-Rushd   | 11° 41′ S, 21° 43′ E / 11.69°S,21.71°E   | 31,08         | Averrois (1126–1198), filòsof, metge i matemàtic àrab                 | -                         | WGPSN |
| Icarus      | 5° 29′ S, 173° 16′ O / 5.49°S,173.26°O   | 93,73         | Ícar, personatge de la mitologia grega                                | D E H J Q V X             | WGPSN |
| Ideler      | 49° 19′ S, 22° 14′ E / 49.32°S,22.24°E   | 37,77         | Christian Ludwig Ideler (1766–1846), astrònom alemany                 | A B C L M                 | WGPSN |
| Idelʹson    | 81° 21′ S, 112° 41′ E / 81.35°S,112.69°E | 59,82         | Naum I. Idelʹson (1885–1951), astrònom rus                            | L                         | WGPSN |
| Igor        | 38° 18′ N, 35° 00′ O / 38.3°N,35°O       | 0,10          | Antropònim masculí rus                                                | -                         | WGPSN |
| Ilʹin       | 17° 48′ S, 97° 41′ O / 17.8°S,97.68°O    | 12,42         | Nikolai Y. Ilʹin (1901–1937), científic rus                           | -                         | WGPSN |
| Ina         | 18° 40′ N, 5° 18′ E / 18.66°N,5.3°E      | 2,98          | Antropònim femení llatí                                               | -                         | WGPSN |
| Ingalls     | 26° 10′ N, 153° 20′ O / 26.16°N,153.34°O | 37,23         | Albert Graham Ingalls (1888–1958), òptic estatunidenc                 | G M U V Y Z               | WGPSN |
| Inghirami   | 47° 29′ S, 68° 57′ O / 47.49°S,68.95°O   | 94,60         | Giovanni Inghirami (1779–1851), astrònom italià                       | A C F G H K L M N Q S T W | WGPSN |
| Innes       | 27° 51′ N, 119° 19′ E / 27.85°N,119.31°E | 42,83         | Robert T. A. Innes (1861–1933), astrònom sudafricà-escocès            | G S Z                     | WGPSN |
| Ioffe       | 14° 23′ S, 129° 10′ O / 14.38°S,129.16°O | 83,95         | Abram F. Ioffe (1880–1960), físic rus                                 | -                         | WGPSN |
| Isabel      | 28° 11′ N, 34° 04′ O / 28.18°N,34.07°O   | 1,22          | Antropònim femení castellà                                            | -                         | WGPSN |
| Isaev       | 17° 34′ S, 147° 29′ E / 17.57°S,147.49°E | 94,10         | Aleksei M. Isaev (1908–1971), enginyer rus                            | N                         | WGPSN |
| Isidorus    | 7° 58′ S, 33° 30′ E / 7.96°S,33.5°E      | 41.39         | Isidor de Sevilla (c. 570–636), teòleg, escriptor i astrònom espanyol | A B C D E F G H K U V W   | WGPSN |
| Isis        | 18° 57′ N, 27° 29′ E / 18.95°N,27.48°E   | 0,61          | Isis, deessa egípcia                                                  | -                         | WGPSN |
| Ivan        | 26° 52′ N, 43° 16′ O / 26.86°N,43.26°O   | 3,84          | Antropònim masculí rus                                                | -                         | WGPSN |
| Izsak       | 23° 19′ S, 117° 35′ E / 23.32°S,117.59°E | 30,83         | Imre Izsak (1929–1965), astrònom estatunidenc d'origen hongarès       | T                         | WGPSN |

## J
| Cràter        | Coordenades                              | Diàmetre (km) | Epònim                                                     | Cràters satèl·lit                           | Ref.  |
| ------------- | ---------------------------------------- | ------------- | ---------------------------------------------------------- | ------------------------------------------- | ----- |
| J. Herschel   | 62° 19′ N, 41° 52′ O / 62.31°N,41.86°O   | 154,44        | John Herschel (1792–1871), astrònom britànic               | B C D F K L M N P R                         | WGPSN |
| Jackson       | 22° 03′ N, 163° 19′ O / 22.05°N,163.32°O | 71,38         | John Jackson (1887–1958), astrònom escocès                 | Q X                                         | WGPSN |
| Jacobi        | 56° 49′ S, 11° 18′ E / 56.82°S,11.3°E    | 66,28         | Carl Gustav Jacob Jacobi (1804–1851), matemàtic alemany    | A B C D E F G H J K L M N O P Q R S T U W Z | WGPSN |
| Jansen        | 13° 33′ N, 28° 38′ E / 13.55°N,28.64°E   | 24,21         | Zacharias Janszoon (1580–c. 1638), òptic neerlandès        | (B) (C) D E (F) G H K L R T U W Y           | WGPSN |
| Jansky        | 8° 38′ N, 89° 30′ E / 8.63°N,89.5°E      | 73,77         | Karl Jansky (1905–1950), enginyer estatunidenc             | D F H                                       | WGPSN |
| Janssen       | 44° 58′ S, 40° 49′ E / 44.96°S,40.82°E   | 200,65        | Pierre Jules César Janssen (1824–1907), astrònom francès   | B C D E F H J K L M N P Q R S T X           | WGPSN |
| Jarvis        | 35° 08′ S, 148° 13′ O / 35.13°S,148.21°O | 41,22         | Gregory Bruce Jarvis (1944–1986), astronauta estatunidenc  | -                                           | WGPSN |
| Jeans         | 55° 35′ S, 91° 31′ E / 55.58°S,91.51°E   | 81,13         | James Hopwood Jeans (1877–1946), físic britànic            | B G N S U X Y                               | WGPSN |
| Jehan         | 20° 43′ N, 31° 52′ O / 20.71°N,31.86°O   | 4,46          | Antropònim femení turc                                     | -                                           | WGPSN |
| Jenkins       | 0° 22′ N, 78° 02′ E / 0.37°N,78.04°E     | 37,77         | Louise Freeland Jenkins (1888–1970), astrònom estatunidenc | -                                           | WGPSN |
| Jenner        | 42° 01′ S, 95° 59′ E / 42.01°S,95.98°E   | 73,66         | Edward Jenner (1749–1823), metge britànic                  | M X Y                                       | WGPSN |
| Jerik         | 18° 32′ N, 27° 38′ E / 18.53°N,27.63°E   | 0,63          | Antropònim masculí escandinau                              | -                                           | WGPSN |
| Joliot        | 25° 47′ N, 93° 23′ E / 25.79°N,93.39°E   | 172,79        | Frédéric Joliot-Curie (1900–1958), físic francès           | P                                           | WGPSN |
| Jomo          | 24° 25′ N, 2° 26′ E / 24.41°N,2.44°E     | 7,36          | Antropònim masculí africà                                  | -                                           | WGPSN |
| José          | 12° 41′ S, 1° 40′ O / 12.68°S,1.66°O     | 1,22          | Antropònim masculí castellà                                | -                                           | WGPSN |
| Joule         | 27° 09′ N, 144° 08′ O / 27.15°N,144.14°O | 97,52         | James Prescott Joule (1818–1889), físic britànic           | K L T                                       | WGPSN |
| Joy           | 25° 01′ N, 6° 34′ E / 25.01°N,6.56°E     | 5,12          | Alfred Harrison Joy (1882–1973), astrònom estatunidenc     | -                                           | WGPSN |
| Jules Verne   | 34° 51′ S, 147° 17′ E / 34.85°S,147.28°E | 145,54        | Jules Verne (1828–1905), escriptor francès                 | C G P R X Y Z                               | WGPSN |
| Julienne      | 26° 04′ N, 3° 08′ E / 26.06°N,3.13°E     | 1,80          | Antropònim femení francès                                  | -                                           | WGPSN |
| Julius Caesar | 9° 10′ N, 15° 13′ E / 9.17°N,15.21°E     | 84,72         | Julius Caesar (c. 102–44 aC), emperador romà               | A B C D F G H J P Q                         | WGPSN |

## K
| Cràter           | Coordenades                              | Diàmetre (km) | Epònim                                                                                                   | Cràters satèl·lit               | Ref.  |
| ---------------- | ---------------------------------------- | ------------- | --- | ------------------------------- | ----- |
| Kaiser           | 36° 29′ S, 6° 29′ E / 36.49°S,6.48°E     | 53,15         | Frederik Kaiser (1808–1872), astrònom neerlandès                                                         | A B C D E R                     | WGPSN |
| Kamerlingh Onnes | 14° 43′ N, 116° 17′ O / 14.72°N,116.29°O | 70,03         | Heike Kamerlingh Onnes (1853–1926), físic neerlandès                                                     | -                               | WGPSN |
| Kane             | 62° 59′ N, 25° 50′ E / 62.99°N,25.84°E   | 54,96         | Elisha Kent Kane (1820–1857), explorador estatunidenc                                                    | A F G                           | WGPSN |
| Kant             | 10° 37′ S, 20° 12′ E / 10.62°S,20.2°E    | 30,85         | Immanuel Kant (1724–1804), filòsof alemany                                                               | B C D G H N O P Q S T Z         | WGPSN |
| Kao              | 6° 43′ S, 87° 49′ E / 6.71°S,87.81°E     | 34,54         | Ping-Tse Kao (1888–1970), astrònom taiwanès                                                              | -                               | WGPSN |
| Kapteyn          | 10° 47′ S, 70° 35′ E / 10.79°S,70.59°E   | 48,65         | Jacobus C. Kapteyn (1851–1922), astrònom neerlandès                                                      | A B C D E F K Z                 | WGPSN |
| Karima           | 25° 56′ S, 102° 59′ E / 25.93°S,102.98°E | 3,05          | Antropònim femení àrab                                                                                   | -                               | WGPSN |
| Karpinskiy       | 72° 37′ N, 166° 48′ E / 72.61°N,166.8°E  | 91,40         | Alexander P. Karpinsky (1846–1936), geòleg rus                                                           | J                               | WGPSN |
| Karrer           | 52° 04′ S, 142° 17′ O / 52.06°S,142.28°O | 55,56         | Paul Karrer (1889–1971), bioquímic rus-suís                                                              | -                               | WGPSN |
| Kasper           | 8° 18′ N, 122° 07′ E / 8.3°N,122.12°E    | 12,39         | Antropònim masculí polonès                                                                               | -                               | WGPSN |
| Kästner          | 6° 54′ S, 78° 56′ E / 6.9°S,78.94°E      | 116,07        | Abraham Gotthelf Kästner, matemàtic alemany                                                              | A B C E (F) G R S               | WGPSN |
| Katchalsky       | 5° 55′ N, 116° 04′ E / 5.91°N,116.07°E   | 32,30         | Aharon Katzir-Katchalsky (1914–1972), químic polonès-israelià                                            | -                               | WGPSN |
| Kathleen         | 25° 20′ N, 0° 50′ O / 25.34°N,0.83°O     | 5,37          | Antropònim femení irlandès                                                                               | -                               | WGPSN |
| Kearons          | 11° 35′ S, 112° 55′ O / 11.59°S,112.92°O | 27,99         | William M. Kearons (1878–1948), astrònom estatunidenc                                                    | U                               | WGPSN |
| Keeler           | 9° 47′ S, 161° 47′ E / 9.78°S,161.78°E   | 158,07        | James Edward Keeler (1857–1900), astrònom estatunidenc                                                   | L S U V                         | WGPSN |
| Kekulé           | 16° 19′ N, 138° 28′ O / 16.31°N,138.47°O | 94,22         | Friedrich August Kekulé von Stradonitz (1829–1896), químic alemany                                       | K M S V                         | WGPSN |
| Keldysh          | 51° 14′ N, 43° 39′ E / 51.23°N,43.65°E   | 32,75         | Mstislav V. Keldysh (1911–1978), matemàtic rus                                                           | -                               | WGPSN |
| Kepínski         | 28° 38′ N, 126° 43′ E / 28.63°N,126.72°E | 31,67         | Felicjan Kępiński (1885–1966), astrònom polonès                                                          | C N W                           | WGPSN |
| Kepler           | 8° 07′ N, 38° 01′ O / 8.12°N,38.01°O     | 29,49         | Johannes Kepler (1571–1630), astrònom alemany                                                            | A B C D E F P T                 | WGPSN |
| Khvolʹson        | 14° 08′ S, 111° 52′ E / 14.13°S,111.87°E | 55,88         | Orest D. Khvolʹson (1852–1934), físic rus                                                                | C                               | WGPSN |
| Kibalʹtxitx      | 2° 43′ N, 147° 11′ O / 2.72°N,147.18°O   | 91,67         | Nikolai I. Kibalʹčič (1853–1881), científic rus                                                          | H Q R                           | WGPSN |
| Kidinnu          | 35° 47′ N, 122° 57′ E / 35.79°N,122.95°E | 55,10         | Kidinnu (c. 343 aC), astrònom babiloni                                                                   | E                               | WGPSN |
| Kies             | 26° 19′ S, 22° 38′ O / 26.31°S,22.63°O   | 45,54         | Johann Kies (1713–1781), astrònom alemany                                                                | A B C D E                       | WGPSN |
| Kiess            | 6° 25′ S, 84° 07′ E / 6.41°S,84.11°E     | 67,79         | Carl Clarence Kiess (1887–1967), astrofísic estatunidenc                                                 | -                               | WGPSN |
| Kimura           | 56° 49′ S, 118° 23′ E / 56.82°S,118.38°E | 27,44         | Hisashi Kimura (1870–1943), astrònom japonès                                                             | -                               | WGPSN |
| Kinau            | 60° 45′ S, 14° 56′ E / 60.75°S,14.94°E   | 41,87         | Adolph Gottfried Kinau (1814–1887), selenògraf alemany                                                   | A B C D E F G H J K L M N P Q R | WGPSN |
| King             | 4° 58′ N, 120° 29′ E / 4.96°N,120.49°E   | 76,21         | Arthur Scott King (1876–1957), físic estatunidenc Edward Skinner King (1861–1931), astrònom estatunidenc | J Y                             | WGPSN |
| Kira             | 17° 43′ S, 132° 50′ E / 17.71°S,132.83°E | 6,81          | Antropònim femení rus                                                                                    | -                               | WGPSN |
| Kirch            | 39° 16′ N, 5° 37′ O / 39.27°N,5.62°O     | 11,71         | Gottfried Kirch (1639–1710), astrònom alemany                                                            | E F G H K M                     | WGPSN |
| Kircher          | 67° 01′ S, 45° 29′ O / 67.01°S,45.48°O   | 71,2          | Athanasius Kircher (1601–1680), filòsof alemany                                                          | A B C D E F                     | WGPSN |
| Kirchhoff        | 30° 18′ N, 38° 50′ E / 30.3°N,38.84°E    | 24,38         | Gustav Kirchhoff (1824–1887), físic alemany                                                              | C E F G                         | WGPSN |
| Kirkwood         | 68° 20′ N, 156° 40′ O / 68.34°N,156.66°O | 68,12         | Daniel Kirkwood (1814–1895), astrònom estatunidenc                                                       | T Y                             | WGPSN |
| Klaproth         | 69° 51′ S, 26° 16′ O / 69.85°S,26.26°O   | 121,37        | Martin Heinrich Klaproth (1743–1817), químic alemany                                                     | A B C D G H L                   | WGPSN |
| Klein            | 11° 59′ S, 2° 32′ E / 11.99°S,2.53°E     | 43,47         | Hermann Joseph Klein (1844–1914), astrònom alemany                                                       | A B C                           | WGPSN |
| Kleymenov        | 32° 29′ S, 140° 22′ O / 32.48°S,140.36°O | 55,98         | Ivan T. Kleymenov (1898–1938), científic rus                                                             | -                               | WGPSN |
| Klute            | 36° 56′ N, 141° 46′ O / 36.93°N,141.76°O | 77,47         | Daniel O. Klute (1921–1964), científic estatunidenc                                                      | M W X                           | WGPSN |
| Knox-Shaw        | 5° 22′ N, 80° 11′ E / 5.36°N,80.19°E     | 13,44         | Harold Knox-Shaw (1885–1970), astrònom britànic                                                          | -                               | WGPSN |
| Koch             | 42° 08′ S, 150° 20′ E / 42.13°S,150.33°E | 94,70         | Robert Koch (1843–1910), metge alemany                                                                   | R U                             | WGPSN |
| Kocher           | 84° 28′ S, 134° 01′ O / 84.47°S,134.02°O | 24,03         | Emil Kocher (1841–1917), cirurgià suís                                                                   | -                               | WGPSN |
| Kohlschütter     | 14° 14′ N, 153° 57′ E / 14.24°N,153.95°E | 56,25         | Arnold Kohlschütter (1883–1969), astrònom alemany                                                        | N Q V W                         | WGPSN |
| Kolhörster       | 10° 47′ N, 115° 01′ O / 10.79°N,115.01°O | 78,78         | Werner Kolhörster (1887–1946), físic alemany                                                             | -                               | WGPSN |
| Kolya            | 38° 18′ N, 35° 00′ O / 38.3°N,35°O       | 0,10          | Antropònim masculí rus. Lloc de l'allunatge de l'astromòbil Lunokhod 1                                   | -                               | WGPSN |
| Komarov          | 24° 35′ N, 152° 15′ E / 24.59°N,152.25°E | 80,43         | Vladímir M. Komarov (1927–1967), cosmonauta soviètic                                                     | -                               | WGPSN |
| Kondratyuk       | 15° 20′ S, 115° 48′ E / 15.33°S,115.8°E  | 97,97         | Yurij V. Kondratyuk (1897–1942), científic rus                                                           | A Q                             | WGPSN |
| König            | 24° 14′ S, 24° 41′ O / 24.23°S,24.68°O   | 22,86         | Rudolf König (1865–1927), astrònom austríac                                                              | A                               | WGPSN |
| Konoplev         | 28° 10′ S, 124° 22′ O / 28.16°S,124.37°O | 27,67         | Boris T. Konoplev (1912–1960), enginyer soviètic                                                         | -                               | WGPSN |
| Konstantinov     | 19° 34′ N, 158° 20′ E / 19.56°N,158.34°E | 68,08         | Konstantin I. Konstantinov (1817–1871), científic rus                                                    | -                               | WGPSN |
| Kopff            | 17° 23′ S, 89° 41′ O / 17.39°S,89.68°O   | 40,49         | August Kopff (1882–1960), astrònom alemany                                                               | (A) B C D E                     | WGPSN |
| Korolev          | 4° 11′ S, 157° 25′ O / 4.19°S,157.41°O   | 423,41        | Sergei P. Korolev (1906–1966), científic rus                                                             | B C D E F G L M P T V W X Y Z   | WGPSN |
| Kosberg          | 20° 11′ S, 149° 37′ E / 20.19°S,149.61°E | 14,63         | Semyon A. Kosberg (1903–1965), enginyer rus                                                              | -                               | WGPSN |
| Kostinskiy       | 14° 26′ N, 118° 51′ E / 14.43°N,118.85°E | 67,91         | Sergei K. Kostinskiy (1867–1937), astrònom rus                                                           | B D E W                         | WGPSN |
| Kostya           | 38° 18′ N, 35° 00′ O / 38.3°N,35°O       | 0,20          | Antropònim masculí rus. Lloc de l'allunatge de l'astromòbil Lunokhod 1                                   | -                               | WGPSN |
| Kovalʹskiy       | 21° 53′ S, 101° 02′ E / 21.89°S,101.03°E | 44,97         | Marian A. Kovalʹskiy (1821–1884), astrònom rus                                                           | D Q                             | WGPSN |
| Kovalevskaya     | 30° 52′ N, 129° 26′ O / 30.86°N,129.44°O | 113,71        | Sofia V. Kovalevskaya (1850–1891), matemàtica rusa                                                       | B D H M P Q U Y                 | WGPSN |
| Kozyrev          | 46° 38′ S, 129° 35′ E / 46.64°S,129.59°E | 59,35         | Nikolai A. Kózirev (1908–1983), astrònom rus                                                             | -                               | WGPSN |
| Krafft           | 16° 34′ N, 72° 43′ O / 16.56°N,72.72°O   | 51,15         | Wolfgang Ludwig Krafft (1743–1814), científic germano-rus                                                | C D E H K L M U                 | WGPSN |
| Kramarov         | 2° 17′ S, 98° 53′ O / 2.29°S,98.89°O     | 21,05         | Grigory M. Kramarov (1887–1970), científic rus                                                           | -                               | WGPSN |
| Kramers          | 53° 17′ N, 127° 59′ O / 53.28°N,127.98°O | 61,59         | Hendrik Anthony Kramers (1894–1952), físic neerlandès                                                    | C M S U                         | WGPSN |
| Krasnov          | 29° 56′ S, 79° 49′ O / 29.93°S,79.82°O   | 41,17         | Aleksandr V. Krasnov (1866–1907), astrònom rus                                                           | A B C D                         | WGPSN |
| Krasovskiy       | 3° 47′ N, 175° 38′ O / 3.79°N,175.63°O   | 61,67         | Feodosiy N. Krasovskiy (1878–1948), geodista rus                                                         | C F H J L N P T Z               | WGPSN |
| Kreiken          | 9° 03′ S, 84° 33′ E / 9.05°S,84.55°E     | 29,37         | Edberg Adrian Kreiken (1896–1964), astrònom neerlandès                                                   | -                               | WGPSN |
| Krieger          | 29° 01′ N, 45° 37′ O / 29.02°N,45.61°O   | 22,87         | Johann Nepomuk Krieger (1865–1902), selenògraf alemany                                                   | (B) C (D)                       | WGPSN |
| Krogh            | 9° 25′ N, 65° 41′ E / 9.41°N,65.69°E     | 19,17         | Schack August Steenberg Krogh (1874–1949), zoòleg danès                                                  | -                               | WGPSN |
| Krusenstern      | 26° 18′ S, 5° 46′ E / 26.3°S,5.76°E      | 46,44         | Adam Johann Krusenstern (1770–1846), explorador rus                                                      | A                               | WGPSN |
| Krylov           | 35° 16′ N, 166° 07′ O / 35.26°N,166.11°O | 49,83         | Alexei Krylov (1863–1945), enginyer soviètic                                                             | A B                             | WGPSN |
| Kugler           | 53° 26′ S, 104° 06′ E / 53.44°S,104.1°E  | 65,87         | Franz Xaver Kugler (1862–1929), historiador alemany                                                      | N R U                           | WGPSN |
| Kuhn             | 84° 29′ S, 152° 29′ O / 84.48°S,152.48°O | 16,61         | Richard Kuhn (1900–1967), químic austríac                                                                | -                               | WGPSN |
| Kuiper           | 9° 47′ S, 22° 41′ O / 9.78°S,22.68°O     | 6,28          | Gerard Peter Kuiper (1905–1973), astrònom estatunidenc d'origen neerlandès                               | -                               | WGPSN |
| Kulik            | 41° 59′ N, 154° 38′ O / 41.98°N,154.63°O | 60,46         | Leonid A. Kulik (1883–1942), mineralòleg rus                                                             | J K L                           | WGPSN |
| Kundt            | 11° 34′ S, 11° 34′ O / 11.57°S,11.57°O   | 10,31         | August Kundt (1839–1894), físic alemany                                                                  | -                               | WGPSN |
| Kunowsky         | 3° 13′ N, 32° 32′ O / 3.22°N,32.53°O     | 18,27         | Georg Karl Friedrich Kunowsky (1786–1846), astrònom alemany                                              | C D G H                         | WGPSN |
| Kuo Shou Ching   | 8° 06′ N, 134° 40′ O / 8.1°N,134.66°O    | 33,48         | Guo Shoujing (1231–1316), astrònom xinès                                                                 | -                               | WGPSN |
| Kurchatov        | 38° 18′ N, 141° 44′ E / 38.3°N,141.74°E  | 110,96        | Ígor V. Kurtxàtov (1903–1960), físic rus                                                                 | T W X Z                         | WGPSN |